# Arc (ambient)
ARC is een ambient muziekgroep uit de omgeving van Toronto in Canada. De naam is samengesteld uit de drie voornamen van de musici:
- Aidan Baker – gitaar, fluiten, tape en elektronisch slagwerk
- Richard Baker – percussie, slagwerk
- Christopher Kukiel – djembé, tabla

De band ontstond toevallig in het jaar 2000 bij een ambient-muziekfestival, waarbij alle drie de leden los van elkaar op traden. Sindsdien verschenen een aantal cd-r's van de band en in 2005 was het de beurt voor hun eerste officiële compact disc. 
ARC begeeft zich op het terrein van gitaargeoriënteerde ambient gemengd met psychedelische rock. Baker is in zijn jeugd beïnvloed door Jimi Hendrix.

## Discografie
- Untitled (CD-R, Arcolepsy Records, 2000)
- Two (CD-R, Arcolepsy Records/Mathbat Records, 2001)
- 13th (CD-R, taâlem, 2002)
- 2 Songs (MP3, Subverseco, 2002)
- Repercussion (CD-R, Piehead Records, 2002)
- Feral (CD-R, Arcolepsy Records/Worthy Records, 2003)
- Eyes in the Back of Our Heads (CD-R, Worthy Records, 2004)
- the circle is not round (cd, A Silent Place, 2005)
- Periodical II (CD-R, The Ceiling, 2006)
- Glassine I (cd, A Silent Place, 2008)
- Arkhangelsk (cd, Epidemie Records, 2008)
- The sun is bleeding and has black hands (cd, Kokeshin, 2009)